# Ralph Pearson
Ralph Gottfrid Pearson (Chicago, 12 gennaio 1919 – 12 ottobre 2022) è stato un chimico statunitense.
È noto per aver sviluppato la teoria HSAB e come coautore del testo Mechanisms of Inorganic Reactions.

## Vita
Pearson ricevette il Ph.D. nel 1943 alla Northwestern University, dove in seguito insegnò chimica dal 1946 al 1976. Si trasferì quindi alla Università della California - Santa Barbara (UCSB). Nel 1989 andò in pensione, ma continua a svolgere ricerche di chimica inorganica teorica come professore emerito.

## Ricerche
Nel 1963 propose una prima versione qualitativa della teoria HSAB (acronimo di Hard and Soft Acids and Bases, cioè acidi e basi duri e soffici), una teoria acido-base mirata a unificare le teorie di reattività in chimica organica e inorganica. In questo approccio le specie sono classificate dure quando sono piccole, con carica elevata e bassa polarizzabilità, mentre le specie soffici sono quelle caratterizzate da dimensioni elevate, bassa carica e grande polarizzabilità. Quando acidi e basi interagiscono, le interazioni più stabili sono quelle duro-duro e soffice-soffice. In seguito Pearson continuò a perfezionare la teoria. Nel 1983 assieme a Robert Parr rese quantitativa la teora HSAB applicando i principi della teoria del funzionale della densità (DFT) e definendo il concetto di durezza assoluta in modo operativo come η = ½(I-A), dove I e A sono rispettivamente il potenziale di ionizzazione e l'affinità elettronica della specie in questione. Negli sviluppi successivi della teoria la quantità η viene chiamata durezza chimica.

## Opere
Le ricerche di Pearson sono documentate da più di 200 articoli su riviste specialistiche. La sua opera più famosa è una monografia sui meccanismi delle reazioni inorganiche, scritta insieme al suo collega Fred Basolo. La prima edizione fu pubblicata nel 1958. Una seconda edizione seguì nel 1967. Quest'opera, collegando i concetti di teoria del campo dei leganti con la chimica organica fisica, fece evolvere la natura puramente descrittiva della chimica di coordinazione trasformandola in una scienza quantitativa.
Oltre al già citato testo sulla durezza chimica, Pearson è anche autore o coautore di altri libri:
- (EN) Arthur Atwater Frost e Ralph G. Pearson, Kinetics and Mechanism: Study of Homogenous Chemical Reactions, John Wiley & Sons, 1961, ISBN 978-0-471-28347-8.
- (EN) Ralph G. Pearson, Hard and Soft Acids and Bases, Van Nostrand, 1973, ISBN 978-0-87933-021-7.
- (EN) Ralph G. Pearson, Symmetry Rules for Chemical Reactions: Orbital Topology and Elementary Processes, John Wiley & Sons, 1976, ISBN 978-0-471-01495-9.

## Onorificenze
Nel 1974 divenne membro della Accademia nazionale delle scienze (Stati Uniti d'America).